# ナーフブラスター
ナーフブラスターはハズブロが製造・販売する銃型の玩具のナーフの種類を表す。ピストル系 、ライフル系 、軽機関銃系など、さまざまな形態がある。

## 概要
ナーフブラスターは17の種類から構成されている(N-ストライク エリート、Alien Menace、ダート タグ、Vortex、ゾンビ ストライク、モジュラス、メガ、N-ストライク、ライバル、Doomlands、スーパー ソーカ―、アキュストライク、Rebelle、モジュラス ゴースト オプス、レーザーオプス プロ、マイクロ ショット、メガ アキュストライク)。  
すべてのナーフブラスターには、チャンバーに収まるように合わせたフォームダーツまたはメガダーツのセットが同梱されている。 また、詰め替え用ダーツは別途購入することもできる。 ナーフブラスターの大部分は、利用可能なさまざまなタイプのフォームダーツと互換性があるが、マガジンシステムのブラスターは、先端の直径が小さいダーツのみを使用する。 2013年、エリートダーツは、通常のブラスターとマガジンシステムブラスターの両方と互換性があるため、新しい標準ダーツとなった。 
ナーフブラスター用の多数のアクセサリーは、個別に利用できるか、ブラスターに付属してる。 
日本で販売されている一部のブラスターは米版と異なる名前が付けられている。 例えば、スタンピードECSが「ブレイジングバーストECS」に、ロングストライクCS-6が「スナイパーショットCS-6」に。だが、これらのブラスターには米版の名前が刻まれている。

## 製品の種類

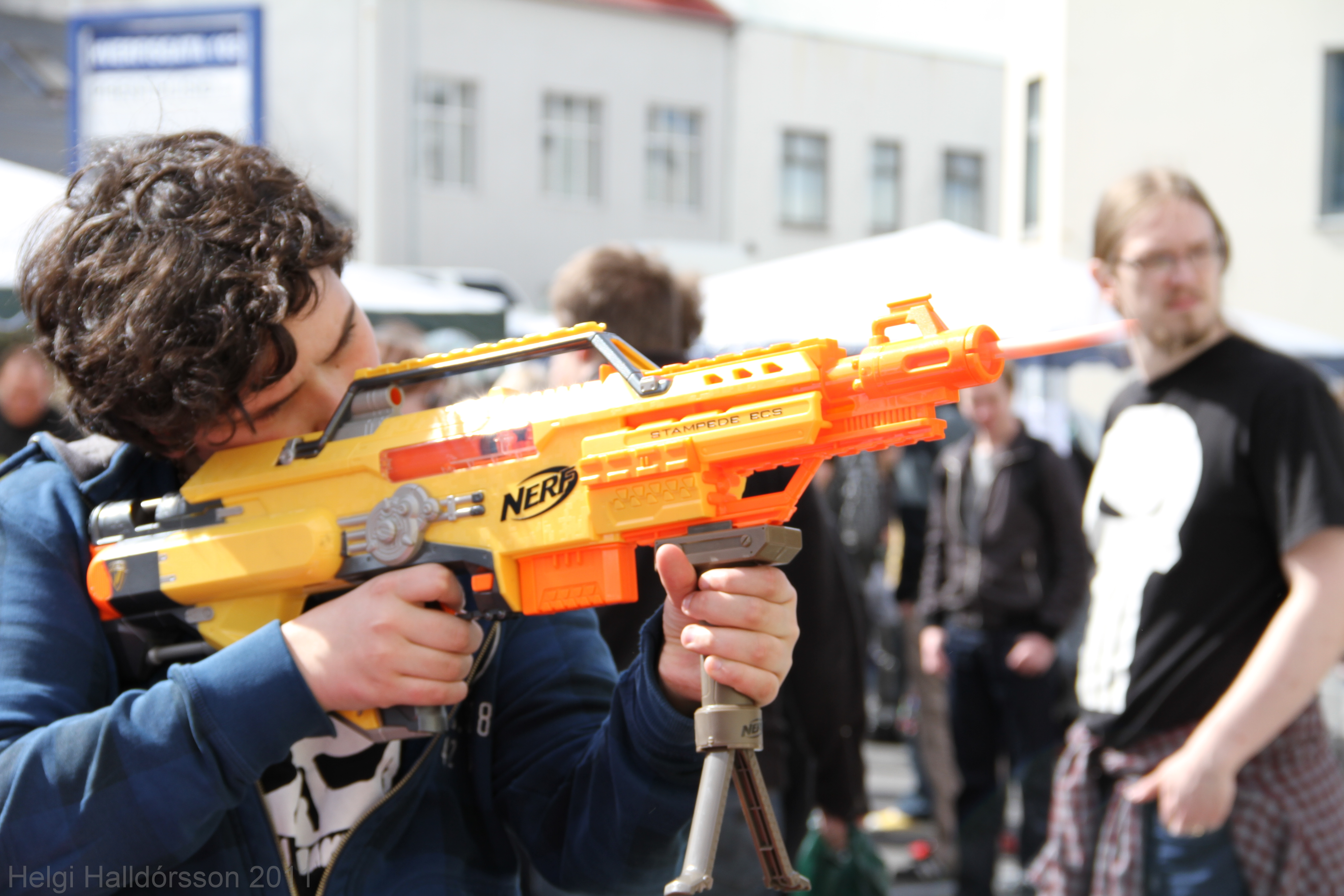
NストライクスタンピードECSを撃つ少年

N-ストライクはブラスター玩具シリーズのメインラインであった。これは、先端がゴムのフォームダーツを発射する銃で構成されている。 
Recon CS-6は、2008年にN-ストライクシリーズとしてリリースされたナーフ マガジン-システム ブラスター。 5つの交換可能なパーツがある(バレルエクステンション、フリップアップサイト、デュアルモードライトビーム、ストック、メインブラスター) 。 後継機はN-ストライク エリート リタリエイターである。   

### Nストライクエリート
2012年、NストライクラインはNストライクエリートに引き継がれ、発射距離のため内部メカニズムが改善された。 射撃距離は最大23m (米国モデル)国際モデル（灰色のトリガー）の最大射程は15メートル (49 ft)。平均的なナーフブラスターは毎秒約70ftでダーツを発射する。 

### エリートXD
エリート XDはN-Sストライク エリートおよびN-ストライク メガ（メガ XD）のサブシリーズだが、宣伝範囲は85 - 90フィート (26 - 27 m)  米国版および22メートル (72 ft)  国際モデルの場合は15m。 エリートよりも射程が長いと言われているが、デザインの違いは色の違いだけで、パフォーマンスに大きな影響はない。最近、ハズブロ社はエリート XDブラスターのパッケージを変更し、パフォーマンスの向上を主張しなくなった。 現在のトップエリートブラスターは「タイタン CS-50」で、50発入るマガジンが付属しており、全自動である。

### Nストライクメガ
N-ストライク メガは、サイズと直径の両方でエリートダーツよりも大きい赤色の弾薬を発射するブラスターである。ハズブロ社は、最大100フィートの「メガ」範囲で射撃することを宣伝していた。 さらに、発射した弾が空気中で音が鳴るように設計されている。このシリーズは、以前はN-ストライクとN-ストライク エリートのサブシリーズであったが、2016年に独自のシリーズに進化した。

### ゾンビストライク
ゾンビストライクシリーズは2013年半ばに導入された。このシリーズには、Nストライクエリートラインと同様のパフォーマンスのブラスターが含まれているが、ツールシェッドから作られた武器をテーマにしている。 シリーズの一部のブラスターは、N-ストライクおよびN-ストライク エリート ブラスターのスキンである。       

### アキュストライクシリーズ
アキュストライクシリーズは、2017年春にリリースされたN-ストライク エリートブラスターのサブシリーズ。 ダーツの先端で正確性を向上するために設計されたダーツを使用。 ダーツはN-ストライク エリートブラスターよりも範囲が狭くなるが、精度は高くなる。 また、約70 FPSの速度で最大22 m（75フィート）まで届く。 サブシリーズの現在のブラスターは、アルファホーク、ファルコンファイア、ラプターストライク、ストラトホーク、アキュトルーパー、クアドラント。 ブラスターの一部は、N-SストライクとN-ストライク エリート ブラスターのスキンでもあり、主にスタラトホークとアキュトルーパー。 

### ナイトロ
ナイトロは、ダーツの代わりにフォームカーを発射するブラスターのブランド。 各ナイトロセットには、ヒットする障害物や空中の車を発射するためのランプ（坂）が含まれている。  

### ライバル
ライバルは、ボール型の弾を発射するブラスター。 これらは、実際には他のダーツよりもはるかに耐久性のある小さな発泡ボール。 ブラスターは通常よりも強く発射するため、14歳以上をターゲットにしている。 

### アルファストライク
2019年8月に導入されたナーフ アルファストライクは、N-ストライク エリートよりも低価格のブラスターである。

### ウルトラ
2019年9月にリリースされたナーフ ウルトラ ブラスターは、「THE FARTHEST FLYING DART(最も遠くまで飛ぶ弾)。最大120フィート。ウルトラダーツは、オープンセルフォームではなくクローズドセルで製造されているという点で、従来のダーツとは著しく異なる軽量フォームで構成されている。この構造により、ダーツの後部にフィンを成形することができ、サイズ的には、直径がN-ストライク エリートダーツとメガダーツの間にありますが、長さはどちらよりも短い。 以前のナーフやブランド外の互換性のあるブラスターから発射したり、他のラインのダーツをウルトラブラスターから発射したりすることはできない。このデザインは、N ストライク エリートブラスターでナーフブランドのダーツよりもはるかに低コストで利用でき、サードパーティ製のダーツの増加に対応して作成された。  
ウルトラシリーズの最初のブラスターは、「ナーフ ウルトラ ワン」。25発までドラムに入り、一体型（取り外し不可）のストックとN-ストライクバレルアタッチメントのない固定バレルを備えたフライホイールデザイン。 上部の2つの戦術レールを介して、レールに取り付けられたナーフアタッチメントと互換性がある。 ブラスターは、白、黒、オレンジの配色で描かれ、右側に独特の隆起した金色の「ULTRA」ラベルが付いている（隆起したロゴは左側では繰り返されているが、金ではなく白で描かれている）。 2つ目のブラスターはウルトラ ツー。これは、6発入るフライホイールシステムリボルバーであり、前面に空いている場所がないため、ブラスターの背面からロードする。 ワンと同様に、ツーも同じ白、黒、オレンジの配色で、側面に「ULTRA '」ラベルが付いていて、 2012年のN-ストライク エリート ストッケード以来、最初の電子式リボルバースタイルのブラスターでもある。 

## 弾薬および付属品
すべてのナーフブラスターには弾薬が同梱されている。 ただし、弾薬のリフィルは、1個から250個のパック、またはアクセサリまたは「クリップ」（箱型弾倉）とともに個別に入手することもできる。 クリップシステムブラスターを除いて、ほとんどのナーフダーツブラスターは、さまざまなタイプのフォームダーツと互換性がある。クリップシステムのブラスターは、先端の直径が小さい円筒型のダーツのみを使用する。 2013年、エリートダーツはすべてのタイプのブラスターと互換性があるため、新しい標準ダーツになった。 
- Nストライク用ダーツ
  - マイクロダーツ - ガラス窓等の平らな面に吸着する、吸盤カップ付きのダーツ。クリップに装填不可能だが先込め式ブラスターならエリートブラスターでも使用可能。
  - ダートタグ - ベルクロ付きのダーツ。主に対決セット（ゴーグルおよびベルクロ付きのエプロンとのセット）用。クリップに装填不可能だが先込め式ブラスターならエリートブラスターでも使用可能。
  - ソニックダーツ - 先端に二つの大きな穴が開いたダーツ。発砲すると笛のような音がする所謂鏑矢。クリップに装填不可能だが先込め式ブラスターならエリートブラスターでも使用可能。。
  - ストリームダーツ - クリップに収まるように設計された、直径が小さいダーツ。 中芯が長い事からエリートブラスターには使用不可能。

- Nストライクエリート用ダーツ - 全てのダーツがNストライクで使用可能。
  - エリートダーツ - ストリームダーツに似ているが、わずかに正確で、細く軽いため飛距離が伸びている。
  - ユニバーサルマイクロダーツ - 吸盤付きエリートダーツ。マイクロダーツとは違いクリップに装填可能で飛距離も伸びたが、吸盤が小さいため吸着力は劣る。何故か短期で発売終了。
  - サクションダーツ - ユニバーサルマイクロダーツに代わって発売された吸盤ダーツ。
  - アキュストライクダーツ - 命中率（直進性）を重視して設計されたダーツ。他のダーツより高価。

- その他
  - 光るダーツ - 蓄光素材が使われたストリームダーツ、もしくはエリートダーツ。専用ブラスター内部には蓄光用の光源が存在する。
  - エクストラロングレンジディスク（旧XLRディスク） - ゾンビ ストライクシリーズで入手可能なフォームおよびプラスチックディスク。